# Джанка
 Тази статия е за вида растения.  За селото в Южна България вижте Джанка (село).  
Джанките (Prunus cerasifera) са вид покритосеменни растения, род Сливи (Prunus) на семейство Розови (Rosaceae). Той е разпространен в Централна и Източна Европа и Близкия изток. Джанките са големи храсти или малки дървета, достигащи височина до 6 – 15 m.
Те са едни от първите дървета, разцъфващи в умерените зони на Европа, като цъфтежът може да започва и в средата на февруари. Плодовете могат да се използват за храна и за производство на ракия.

## Ботаническо описание
- Височина на дървото от 3 до 10 м.
- Листа – елипсовидни, заострени на върха, имат дължина 4 – 6 cm
- Цветовете са бели или розови, единични. Цъфтят около 20 март.
- Плодовете са кръгли, сочни, в състояние на зрелост са жълти, розови, червени, виолетови или почти черни с костилка; до 3 см в диаметър. Съзряват през юни – септември.

## Изглед на дървото през годината
- януари
- март
- април
- май
- юни
- септември
- октомври
- ноември